# Julio Arca
Julio Andrés Arca (ur. 31 stycznia 1981 w Quilmes) – piłkarz argentyński grający na pozycji lewego obrońcy lub pomocnika.

## Kariera klubowa
Karierę piłkarską Arca rozpoczął w stolicy Argentyny, Buenos Aires. Jego pierwszym klubem była drużyna Argentinos Juniors, w której treningi rozpoczął w 1994 roku. W 1998 roku awansował do kadry pierwszej drużyny i zadebiutował w jej barwach w argentyńskiej Primera División. W Argentinos Juniors grał przez dwa sezony, jednak nie osiągnął większych sukcesów. Dla tego klubu rozegrał 36 meczów.
Latem 2000 roku Arca został sprzedany za 3,5 miliona funtów do angielskiego Sunderlandu. Stał się wówczas drugim najdroższym nabytkiem w historii klubu po Stefanie Schwarzu. 31 sierpnia podpisał z tym klubem, prowadzonym przez menedżera Petera Reida, pięcioletni kontrakt. 5 września zadebiutował w Premiership, w zremisowanym 1:1 meczu z West Ham United i w debiucie zdobył bramkę. W Argentinos Juniors występował na pozycji lewego obrońcy, jednak Reid przestawił go na lewą pomoc. W swoich pierwszych dwóch sezonach Julio strzelił łącznie 3 gole w Premiership, jednak w sezonie 2002/2003 opuścił większość meczów z powodu kontuzji, a Sunderland spadł do Football League Championship. W niej Arca spędził dwa sezony łącznie strzelając 13 goli. W 2005 roku powrócił z Sunderlandem do Premiership, ale w 2006 roku zespół znów został zdegradowany do niższej ligi. Łącznie Arca rozegrał 157 meczów dla "Czarnych Kotów" i strzelił 17 bramek.
Po degradacji Sunderlandu Arca odszedł za 1,75 miliona funtów do Middlesbrough, w którym miał zastąpić odchodzącego do Fulham, Francka Queudrue. Stał się pierwszym nabytkiem nowego menedżera "Boro" Garetha Southgate'a i 26 lipca 2006 podpisał pięcioletni kontrakt. 19 sierpnia Argentyńczyk zadebiutował w nowej drużynie, w przegranym 2:3 wyjazdowym spotkaniu z Reading, jednak w debiucie złamał palec u nogi. Jego miejsce na lewej obronie zajął Andrew Taylor, a po powrocie po kontuzji Arca został przesunięty na pozycję ofensywnego pomocnika. Na początku 2008 roku został mianowany przez Southgate'a kapitanem zespołu "Boro", jednak po kilku meczach opaskę kapitańską przejął Austriak Emanuel Pogatetz.
Latem 2014 trafił do amatorskiego Willow Pond F.C., a we wrześniu 2015 trafił do South Shields F.C.
| Sezon   | Klub               | Kraj      | Rozgrywki                    | Mecze | Bramki |
| ------- | ------------------ | --------- | ---------------------------- | ----- | ------ |
| 1998/99 | Argentinos Juniors | Argentyna | Primera División             | 19    | 0      |
| 1999/00 | Argentinos Juniors | Argentyna | Primera División             | 17    | 0      |
| 2000/01 | Sunderland         | Anglia    | Premier League               | 27    | 2      |
| 2001/02 | Sunderland         | Anglia    | Premier League               | 22    | 1      |
| 2002/03 | Sunderland         | Anglia    | Premier League               | 13    | 0      |
| 2003/04 | Sunderland         | Anglia    | Division One                 | 31    | 4      |
| 2004/05 | Sunderland         | Anglia    | Football League Championship | 40    | 9      |
| 2005/06 | Sunderland         | Anglia    | Premier League               | 24    | 1      |
| 2006/07 | Middlesbrough      | Anglia    | Premier League               | 21    | 2      |
| 2007/08 | Middlesbrough      | Anglia    | Premier League               | 24    | 2      |
| 2008/09 | Middlesbrough      | Anglia    | Premier League               | 18    | 0      |
| 2009/10 | Middlesbrough      | Anglia    | Championship                 | 34    | 0      |
| 2010/11 | Middlesbrough      | Anglia    | Championship                 | 32    | 3      |
| 2011/12 | Middlesbrough      | Anglia    | Championship                 | 30    | 0      |
| 2012/13 | Middlesbrough      | Anglia    | Championship                 | 1     | 0      |

## Kariera reprezentacyjna
W swojej karierze Arca występował w młodzieżowych reprezentacjach Argentyny w kategoriach: U-17, U-20 i U-21. Z tą drugą wystąpił w 2001 roku na Mistrzostwach Świata U-20, których gospodarzem była Argentyna. Dzięki zwycięstwu 3:0 w finale nad Ghaną Argentyńczycy wywalczyli tytuł mistrzów świata.